# Міллінгтон (Теннессі)
Міллінгтон (англ. Millington) — місто (англ. city) в США, в окрузі Шелбі штату Теннессі. Населення — 10 582 особи (2020).

## Географія
Міллінгтон розташований за координатами 35°20′9″ пн. ш. 89°53′20″ зх. д. / 35.33583° пн. ш. 89.88889° зх. д. (35.335702, -89.888777).  За даними Бюро перепису населення США в 2010 році місто мало площу 82,23 км², з яких 81,93 км² — суходіл та 0,30 км² — водойми. В 2017 році площа становила 86,41 км², з яких 86,10 км² — суходіл та 0,30 км² — водойми.

## Демографія
Згідно з переписом 2010 року, у місті мешкало 10 176 осіб у 3913 домогосподарствах у складі 2638 родин. Густота населення становила 124 особи/км².  Було 4408 помешкань (54/км²).
Расовий склад населення:
| - 65,2 % — білих - 25,6 % — чорних або афроамериканців - 2,4 % — азіатів - 0,6 % — корінних американців - 0,2 % — вихідців з тихоокеанських островів - 2,8 % — осіб інших рас |

До двох чи більше рас належало 3,1 %. Частка іспаномовних становила 5,9 % від усіх жителів.
За віковим діапазоном населення розподілялося таким чином: 24,2 % — особи молодші 18 років, 61,0 % — особи у віці 18—64 років, 14,8 % — особи у віці 65 років та старші. Медіана віку мешканця становила 37,4 року. На 100 осіб жіночої статі у місті припадало 92,6 чоловіків;  на 100 жінок у віці від 18 років та старших — 89,5 чоловіків також старших 18 років.
Середній дохід на одне домашнє господарство  становив 58 009 доларів США (медіана — 48 822), а середній дохід на одну сім'ю — 68 720 доларів (медіана — 64 848). Медіана доходів становила 48 553 долари для чоловіків та 38 851 долар для жінок. За межею бідності перебувало 19,5 % осіб, у тому числі 30,7 % дітей у віці до 18 років та 10,8 % осіб у віці 65 років та старших.
Цивільне працевлаштоване населення становило 4871 особа. Основні галузі зайнятості: освіта, охорона здоров'я та соціальна допомога — 18,8 %, публічна адміністрація — 14,5 %, роздрібна торгівля — 13,6 %, виробництво — 13,6 %.